# Emma Graf
Emma Graf (Langenthal, 11 oktober 1865 - Bern, 22 november 1926) was een Zwitserse onderwijzeres, suffragette en feministe.

## Biografie
Emma Graf was een zus van Ernst Otto Graf. Vanaf 1887 werkte ze als onderwijzeres in de lagere school van haar geboortedorp Langenthal. Later studeerde ze letteren aan de Universiteit van Bern, waar ze in 1901 een doctoraat behaalde. In 1907 was ze de eerste vrouw die wetenschappelijke vakken onderwees aan de lerarennormaalschool van Bern.
Van 1902 tot 1920 was ze voorzitter van de Schweizerischer Lehrerinnenverein en van 1904 tot 1913 was ze tevens redactrice van de Schweizerische Lehrerinnenzeitung, een vakblad voor Zwitserse leraressen. In deze functies was ze een collega van Emilie Benz. Een van haar aandachtspunten was de economische en juridische gelijkstelling van mannelijke en vrouwelijke onderwijzers. In 1915 richtte ze het Jahrbuch der Schweizerfrauen op, waarvan ze tot 1919 redactrice was. In dit tijdschrift verschenen verschillende artikelen over de geschiedenis van de vrouwenbeweging.
Vanaf 1912 zette Graf zich ook in in de strijd voor het vrouwenstemrecht in Zwitserland. Zo werd ze voorzitter van de Bernse vereniging voor het vrouwenstemrecht en vanaf 1916 ook van het actiecomité ter invoering van het vrouwenstemrecht op gemeentelijk niveau in het kanton Bern. Ze voerde ook campagne voor de kantonnale gemeentewet van 1917, die vrouwen het passief stemrecht toekende in de gemeenten. In de periode 1915-1916, tijdens de Eerste Wereldoorlog, zamelde ze geld in ter ondersteuning van de soldaten en hun families. In 1921 zat ze het tweede Zwitsers congres voor vrouwenbelangen voor.

## Werken
- (de)  Rahel Varnhagen und die Romantik, 1903.